# Lauxania seticornis
Lauxania seticornis är en tvåvingeart som först beskrevs av Fallen 1820.  Lauxania seticornis ingår i släktet Lauxania och familjen lövflugor. Inga underarter finns listade i Catalogue of Life.